# 성장느낌 18세
《성장느낌 18세》는 SBS의 드라마인데 그 무렵 방영된 청소년 드라마들과 마찬가지로 청소년에 대한 교육적 효과를 외면한 채 오로지 흥미 위주로 흘러 논란을 빚어와 1년을 버티지 못했으며 이 당시 SBS는 1992년 5월 종영된 《여성극장》이후 정규 단막극을 한동안 편성하지 않은 것이 컸다.
상황이 이렇다 보니 해당 드라마 방영 당시 이일화 김지수 (이상 2기) 등 자사 공채 출신 배우들이 타방송사로 흩어졌고 윤해영 (3기) 이하얀 (4기) 정성환 (5기) 등 또다른 자사 공채 출신 배우들도 1996년 후반기 이후 KBS로 활동영역을 넓히기도 했다.

## 제작진
- 극본 : 강희연, 송정림
- 연출 : 이현직

## 출연진
- 김을동
- 김민성
- 김흥국
- 성현아
- 정동화
- 정유석
- 조경환
- 추자현
- 허정민

## 방영목록
제1화 축구가 좋아
제2화 사랑해선 안되나요
제3화 그렇다면 더욱 더
제4화 그 애가 날 좋아하는 걸까
제5화 웃는 얼굴이 다 이뻐
제6화 원장이야기
제7화 내 마음 어딘가에
제8화 아버지와 아들
제9화 서툰 기대
제10화 담배 한 개비
제11화 그리운 무인도
제12화 나만 모르는 걸까
제13화 널 발견했어
제14화 양숙
제15화 할말도 못하나요
제16화 백원만 꿔주세요
제17화 마음이 고와야지
제18화 지하철타고 바다까지
제19화 여자친구 남자진구
제20화 공부도 하고 살자
제21화 시간당 천팔백원
제22화 사랑과 우정사이
제23화 어떤 만남
제24화 우리 엄마 얼굴에도
제25화 발렌타인 데이
제26화(최종회) 기억속에 있을 거야

## 결방
- 1996년 9월 27일 - 6시 30분부터 <코미디 대행진 심청전> 편성[7]
- 1996년 10월 4일 - 5시 40분부터 프로야구 준플레이오프 2차전 중계 편성
- 1996년 10월 11일 - 5시 50분부터 프로야구 플레이오프 4차전 중계 편성
- 1996년 12월 27일 - 6시 10분부터 송년특집 <96 SBS 코미디 코미디> 1~2부 편성[8]
- 1997년 2월 7일 - 6시 20분부터 설 특집 <폭소 타임머신> 편성[9]
- 1997년 2월 21일 - 뉴스 특보 편성

## 같이 보기
- 나
- 스타트
- 신세대보고 어른들은 몰라요
- 감성세대

1. ↑  연합 (1997년 1월 27일). “<방송> 재미만 강요하는 청소년 및 재연성 드라마”. 조선일보. 2024년 8월 8일에 확인함.
2. ↑  박경일 (1993년 2월 19일). “단막드라마 素材빈곤”. 문화일보. 2024년 8월 8일에 확인함.
3. ↑  두경아 (2008년 6월 24일). “여전히 소녀, 탤런트 이일화의 꿈”. 레이디경향. 2024년 8월 8일에 확인함.
4. ↑  “두 남자와 세 여자 이야기★드라마「오늘은 남동풍」(KBS2·오후9:15)”. 경향신문. 1996년 12월 9일. 2024년 8월 8일에 확인함.
5. ↑  오관철 (1996년 11월 27일). “탤런트 이하얀 '구두닦이와의 사랑 보세요'”. 경향신문. 2024년 8월 8일에 확인함.
6. ↑  “「내 안의 천사」출연팀”. 조선일보. 1997년 1월 4일. 2024년 8월 8일에 확인함.
7. ↑  “선녀가 된 심청이”. 조선일보. 1996년 9월 26일. 2024년 8월 8일에 확인함.
8. ↑  김갑식 (1996년 12월 27일). “'96스타 다 모여라 TV3社(사) 송년프로 다채”. 동아일보. 2024년 8월 8일에 확인함.
9. ↑  “현대사 희극으로 꾸며”. 조선일보. 1997년 2월 7일. 2024년 8월 8일에 확인함.